# Pluvier d'Urville
Zonibyx modestus, Zonibyx
Genre
Espèce
Synonymes
- Charadrius modestus

Statut de conservation UICN

 LC  : Préoccupation mineure
Le Pluvier d'Urville (Zonibyx modestus, anciennement Charadrius modestus) est une espèce d'oiseaux de la famille des Charadriidae. Il est parfois nommé Pluvier de d'Urville ce qui est un usage de la particule.

## Nomenclature

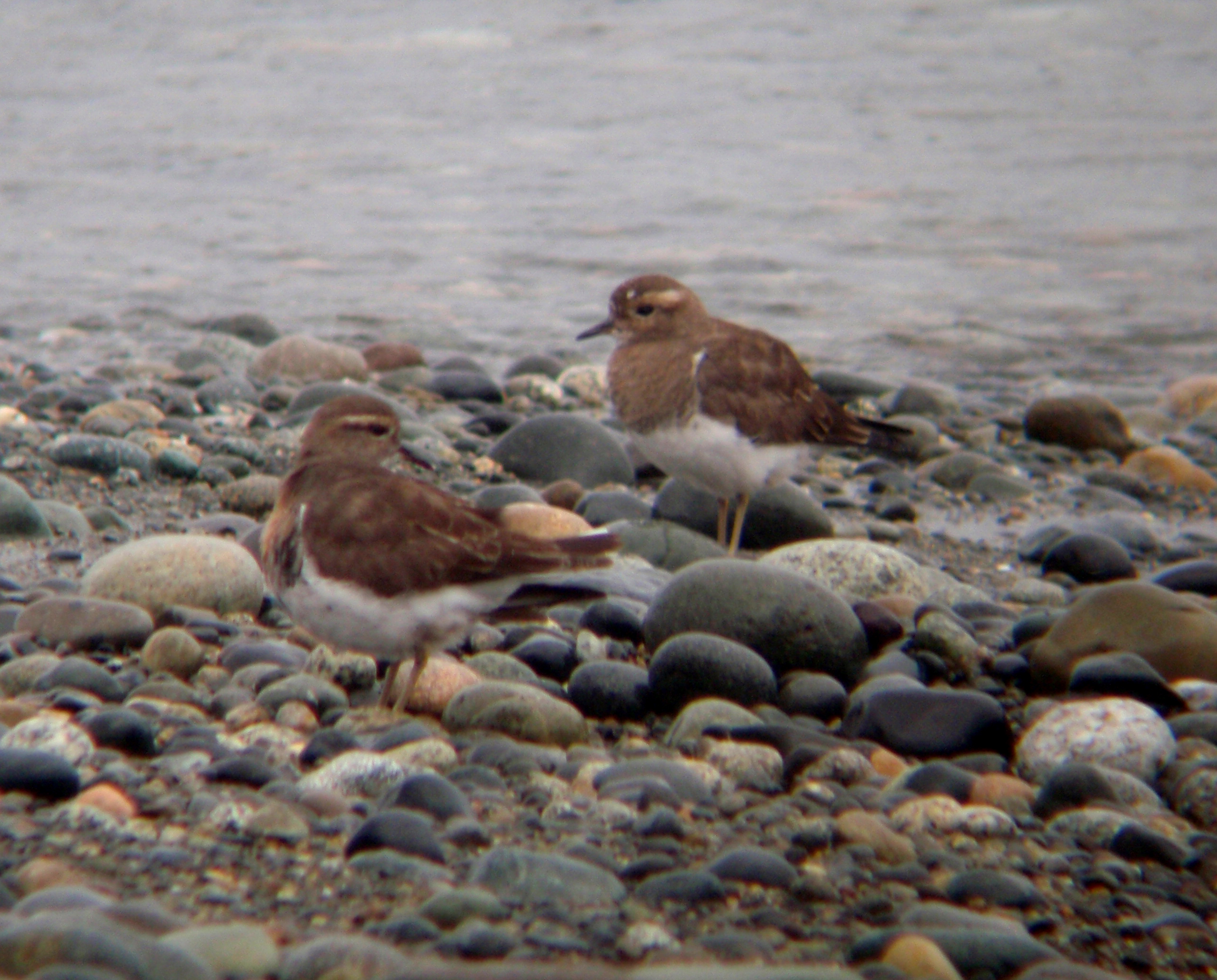
pluviers d'Urville (plumqge d'hiver)

Son nom commémore l'explorateur français Jules Dumont d'Urville (1790-1842).

## Répartition
Cet oiseau niche dans le sud de l'Argentine, au Chili et aux Malouines. Certains migrent vers le nord jusqu'en Uruguay, au Rio Grande do Sul et occasionnellement au Pérou.